# 원 배틀 애프터 어나더
《원 배틀 애프터 어나더》(영어: The Battle of Baktan Cross)는 2025년 개봉 예정인 미국의 범죄 스릴러 영화이다. 폴 토머스 앤더슨이 감독과 각본을 맡았다.

## 출연진
- 레오나르도 디카프리오
- 레지나 홀
- 숀 펜
- 알라나 하임
- 테야나 테일러
- 우드 해리스
- 베니시오 델토로
- 셰이나 맥헤일
- 체이스 인피니티
- 카에사르 아루가스